# Mistrovství Evropy v krasobruslení 2015
Mistrovství Evropy v krasobruslení 2015 hostila švédská metropole Stockholm v období od 26. ledna do 1. února 2015. Soutěže 107. ročníku šampionátu proběhly v aréně Ericsson Globe ve čtyřech kategoriích – muži, ženy, sportovní dvojice a taneční páry. Mimoevropští krasobruslaři se zúčastnili mistrovství čtyř kontinentů.

## Pozadí
Stockholm hostil první krasobruslařskou událost pořádanou Mezinárodní bruslařskou unií od roku 1947, kdy zde proběhl světový šampionát. Mistrovství Evropy se v tomto severském městě naposledy předtím konalo v roce 1912. Soutěže se odjely v hlavní aréně Ericsson Globe. Tréninkové kluziště bylo v hale Annexet, která byla v červnu 2014 zaledněna poprvé od roku 1989.

## Kvalifikační kritéria
Šampionátu se mohli zúčastnit krasobruslaři registrovaní v evropských národních svazech, kteří k 1. červenci 2014 dovršili minimální hranici 15 let věku. Další podmínkou kvalifikace bylo překročení minimální hodnoty v technických elementech (technical elements score; TES) na mezinárodní soutěži v průběhu aktuální či předchozí sezóny. Minimální hranice technických elementů v jednotlivých disciplínách je uvedena v tabulce:
|                          | Minimální TES programu      | Minimální TES programu  | Minimální TES programu | Minimální TES programu |
| Soutěž                   | krátký program krátký tanec | volná jízda volný tanec |                        |                        |
| Muži                     | 25                          | 45                      |                        |                        |
| Ženy                     | 20                          | 36                      |                        |                        |
| Sportovní dvojice        | 20                          | 36                      |                        |                        |
| Taneční páry             | 19                          | 29                      |                        |                        |
| ------------------------ | --------------------------- | ----------------------- | ---------------------- | ---------------------- |
| TES – technické elementy |                             |                         |                        |                        |

### Právo na více závodníků
O počtu účastníku z jednotlivých států rozhodlo umístění na předešlém mistrovství Evropy.
| Počet | Muži                                    | Ženy                                    | Sportovní páry                                     | Taneční páry                                                 |
| ----- | --------------------------------------- | --------------------------------------- | -------------------------------------------------- | ------------------------------------------------------------ |
| 3     | Rusko Česko                             | Rusko Itálie                            | Rusko Itálie                                       | Itálie Rusko                                                 |
| 2     | Španělsko Německo Francie Belgie Izrael | Francie Estonsko Německo Švédsko Gruzie | Francie Německo Izrael Estonsko Spojené království | Spojené království Španělsko Německo Litva Francie Španělsko |

## Nominace
Od počátku prosince 2014 začaly krasobruslařské národní svazy uvádět výběr reprezentantů. Konečný seznam zveřejnila ISU 11. ledna 2015.
| Stát               | Muži                                       | Ženy                                                        | Sportovní dvojice | Taneční páry                                                                                               |
| ------------------ | ------------------------------------------ | ----------------------------------------------------------- | --- | --- |
| Arménie            | Slavik Hayrapetyan                         | Anastasia Galustyan                                         | | |
| Ázerbájdžán        | Larry Loupolover                           |                                                             | | |
| Bělorusko          | Pavel Ignatěnko                            | Janina Makejenková                                          | Maria Paljakovová / Nikita Bočkovová                                                                                     | Viktoria Kavaljovová / Jurij Bieljajev                                                                     |
| Belgie             |                                            |                                                             | | Cecile Postiauxová / Richard Postiaux                                                                      |
| Bulharsko          |                                            | Daniela Stojevová                                           | Jelizaveta Makarovová / Leri Kenčadze                                                                                    | |
| Česko              | Michal Březina Petr Coufal Pavel Kaška     | Eliška Březinová                                            | | Cortney Mansour / Michal Češka                                                                             |
| Dánsko             | Justus Strid                               | Pernille Sørensenová                                        | | Laurence Fournierová Beaudryová / Nikolaj Sørensen                                                         |
| Estonsko           | Samuel Koppel                              | Gerli Liinamäe Helery Hälvin                                | | Irina Shtork / Taavi Rand                                                                                  |
| Finsko             | Valtter Virtanen                           | Kiira Korpiová                                              | | Olesia Karmiová / Max Lindholm                                                                             |
| Francie            | Florent Amodio Chafik Besseghier           | Laurine Lecavelierová Maé-Bérénice Méitéová                 | Vanessa Jamesová / Morgan Ciprès                                                                                         | Gabriella Papadakisová / Guillaume Cizeron                                                                 |
| Gruzie             | Armen Agaian                               | Jelena Gedevanišviliová                                     | | Tatiana Kozmavová / Aleksandr Zolotarev                                                                    |
| Izrael             | Alexej Byčenko Daniel Samohin              | Netta Schreiberová                                          | | Allison Reedová / Vasili Rogov                                                                             |
| Itálie             | Ivan Righini                               | Micol Cristiniová Roberta Rodeghierová Giada Russová        | Alessandra Cernuschiová / Filippo Ambrosini Nicole Della Monicová / Matteo Guarise Valentina Marcheiová / Ondřej Hotárek | Anna Cappelliniová / Luca Lanotte Charlène Guignardová / Marco Fabbri Misato Komatsubarová / Andrea Fabbri |
| Lotyšsko           |                                            | Angelina Kučvaļska                                          | | Olga Jakušinová / Andrej Něvskij                                                                           |
| Litva              |                                            | Aleksandra Golovkinová                                      | | Taylor Tran / Saulius Ambrulevičius                                                                        |
| Lucembursko        |                                            | Fleur Maxwellová                                            | | |
| Maďarsko           |                                            | Ivett Tóthová                                               | | Carolina Moscheniová / Ádám Lukács                                                                         |
| Německo            | Peter Liebers Franz Streubel               | Nicole Schott Nathalie Weinzierlová                         | Minerva Fabienne Haseová / Nolan Seegert Mari Vartmannová / Aaron Van Cleave                                             | Jennifer Urbanová / Sevan Leche Nelli Žiganšinová / Alexander Gazsi                                        |
| Nizozemsko         |                                            | Niki Woriesová                                              | | |
| Norsko             | Sondre Oddvoll Bøeová                      | Camilla Gjersem                                             | | |
| Polsko             | Patrick Myzyk                              | Agata Krygerová                                             | | Natalia Kaliszeková / Maxym Spodyriev                                                                      |
| Rakousko           | Manuel Koll                                | Kerstin Franková                                            | Miriam Zieglerová / Severin Kiefer                                                                                       | Barbora Silná / Juri Kurakin                                                                               |
| Rumunsko           | Zoltán Kelemen                             | Julia Sauterová                                             | | |
| Rusko              | Maxim Kovtun Adian Pitkějev Sergej Voronov | Anna Pogorilaja Jelena Radionovová Jelizaveta Tuktamyševová | Juko Kavagutiová / Alexandr Smirnov Xenia Stolbovová / Fjodor Klimov Jevgenia Tarasovová / Vladimir Morozov              | Jelena Ilinychová / Ruslan Žiganšin Xenia Monková / Kirill Chaljavin Alexandra Stěpanovová / Ivan Bukin    |
| Slovinsko          |                                            | Daša Grmová                                                 | | |
| Spojené království | Phillip Harris                             | Karly Robertsonová                                          | Amani Fancyová / Christopher Boyadji Caitlin Yankowskasová / Hamish Gaman                                                | Penny Coomesová / Nicholas Buckland Olivia Smartová / Joseph Buckland                                      |
| Slovensko          | Marco Klepoch                              | Nicole Rajičová                                             | | Federica Testa / Lukáš Csölley                                                                             |
| Španělsko          | Javier Fernández Javier Raya               | Sonia Lafuenteová                                           | | Sara Hurtadová / Adrià Díaz Celia Robledová / Luis Fenero                                                  |
| Švédsko            | Alexander Majorov                          | Joshi Helgesson Viktoria Helgessonová                       | | |
| Švýcarsko          | Stéphane Walker                            | Eveline Brunnerová                                          | | Katarina Paiceová / Juri Jeremenko                                                                         |
| Turecko            | Engin Ali Artan                            | Birce Atabey                                                | | Alisa Agafonova / Alper Uçar                                                                               |
| Ukrajina           | Jaroslav Paniot                            | Natalia Popovová                                            | | Alexandra Nazarovová / Maxim Nikitin                                                                       |

## Výsledky

### Muži
V krátkém program programu i volných jízdách zvítězil Španěl Javier Fernández, který tak opět obhájil evropský titul a získal třetí trofej mistra Evropy v řadě.
| Pořadí                      | jméno              | stát               | celkové hodnocení | krátký program | krátký program | volná jízda | volná jízda |
| --------------------------- | ------------------ | ------------------ | ----------------- | -------------- | -------------- | ----------- | ----------- |
| 1.                          | Javier Fernández   | Španělsko          | 262.49            | 1              | 89.24          | 1           | 173.25      |
| 2.                          | Maxim Kovtun       | Rusko              | 235.68            | 4              | 78.21          | 2           | 157.47      |
| 3.                          | Sergej Voronov     | Rusko              | 233.05            | 2              | 81.06          | 3           | 151.99      |
| 4.                          | Alexej Byčenko     | Izrael             | 220.22            | 7              | 73.63          | 4           | 146.59      |
| 5.                          | Michal Březina     | Česko              | 220.11            | 3              | 80.86          | 7           | 139.25      |
| 6.                          | Peter Liebers      | Německo            | 213.57            | 5              | 75.48          | 8           | 138.09      |
| 7.                          | Adian Pitkejev     | Rusko              | 210.87            | 9              | 69.78          | 6           | 141.09      |
| 8.                          | Ivan Righini       | Itálie             | 210.75            | 11             | 67.45          | 5           | 143.30      |
| 9.                          | Florent Amodio     | Francie            | 210.11            | 6              | 74.06          | 10          | 136.05      |
| 10.                         | Daniel Samohin     | Izrael             | 209.93            | 8              | 72.65          | 9           | 137.28      |
| 11.                         | Alexander Majorov  | Švédsko            | 202.57            | 10             | 68.10          | 11          | 134.47      |
| 12.                         | Petr Coufal        | Česko              | 187.82            | 16             | 57.47          | 12          | 130.35      |
| 13.                         | Franz Streubel     | Německo            | 186.18            | 13             | 64.45          | 13          | 121.73      |
| 14.                         | Javier Raya        | Španělsko          | 173.70            | 21             | 53.80          | 14          | 119.90      |
| 15.                         | Phillip Harris     | Spojené království | 173.67            | 12             | 65.16          | 17          | 108.51      |
| 16.                         | Jaroslav Paniot    | Ukrajina           | 171.24            | 14             | 63.25          | 18          | 107.99      |
| 17.                         | Pavel Kaška        | Česko              | 166.06            | 17             | 56.83          | 15          | 19.23       |
| 18.                         | Valtter Virtanen   | Finsko             | 164.80            | 15             | 58.31          | 19          | 106.49      |
| 19.                         | Justus Strid       | Dánsko             | 162.05            | 22             | 53.28          | 16          | 108.77      |
| 20.                         | Patrick Myzyk      | Polsko             | 159.73            | 18             | 56.12          | 20          | 103.61      |
| 21.                         | Pavel Ignatěnko    | Bělorusko          | 156.41            | 19             | 55.79          | 21          | 100.62      |
| 22.                         | Sondre Oddvoll Bøe | Norsko             | 155.27            | 20             | 55.73          | 22          | 99.54       |
| 23.                         | Larry Loupolover   | Ázerbájdžán        | 139.29            | 23             | 51.01          | 23          | 88.28       |
| 24.                         | Chafik Besseghier  | Francie            | odstoupil         | 24             | 49.61          | odstoupil   | odstoupil   |
| Nepostoupili do volné jízdy |                    |                    |                   |                |                |             |             |
| 25.                         | Slavik Hajrapetjan | Arménie            | 48.93             | 25             | 48.93          | —           | —           |
| 26.                         | Stéphane Walker    | Švýcarsko          | 48.86             | 26             | 48.86          | —           | —           |
| 27.                         | Engin Ali Artan    | Turecko            | 48.76             | 27             | 48.76          | —           | —           |
| 28.                         | Samuel Koppel      | Estonsko           | 46.36             | 28             | 46.36          | —           | —           |
| 29.                         | Marco Klepoch      | Slovensko          | 44.81             | 29             | 44.81          | —           | —           |
| 30.                         | Manuel Koll        | Rakousko           | 43.56             | 30             | 43.56          | —           | —           |

### Ženy
| Pořadí                       | jméno                    | stát               | celkové hodnocení | krátký program | krátký program | volná jízda | volná jízda |
| ---------------------------- | ------------------------ | ------------------ | ----------------- | -------------- | -------------- | ----------- | ----------- |
| 1.                           | Jelizaveta Tuktamyševová | Rusko              | 210.40            | 2              | 69.02          | 1           | 141.38      |
| 2.                           | Jelena Radionovová       | Rusko              | 209.54            | 1              | 70.46          | 2           | 139.08      |
| 3.                           | Anna Pogorilaja          | Rusko              | 191.81            | 3              | 66.10          | 3           | 125.71      |
| 4.                           | Joshi Helgessonová       | Švédsko            | 169.07            | 6              | 59.55          | 4           | 109.52      |
| 5.                           | Viktoria Helgessonová    | Švédsko            | 166.39            | 5              | 60.37          | 6           | 106.02      |
| 6.                           | Maé-Bérénice Méitéová    | Francie            | 156.47            | 7              | 55.84          | 9           | 100.63      |
| 7.                           | Angelina Kučvaļská       | Lotyšsko           | 156.37            | 17             | 49.28          | 5           | 107.09      |
| 8.                           | Roberta Rodeghierová     | Itálie             | 154.52            | 11             | 51.79          | 7           | 102.73      |
| 9.                           | Nicole Schottová         | Německo            | 153.63            | 9              | 52.03          | 8           | 101.60      |
| 10.                          | Laurine Lecavelierová    | Francie            | 151.43            | 13             | 51.58          | 10          | 99.85       |
| 11.                          | Nicole Rajičová          | Slovensko          | 149.44            | 8              | 53.78          | 12          | 95.66       |
| 12.                          | Nathalie Weinzierlová    | Německo            | 148.78            | 15             | 50.80          | 11          | 97.98       |
| 13.                          | Anastasia Galustjanová   | Arménie            | 147.18            | 12             | 51.78          | 14          | 95.40       |
| 14.                          | Eveline Brunnerová       | Švýcarsko          | 143.97            | 10             | 52.00          | 15          | 91.97       |
| 15.                          | Eliška Březinová         | Česko              | 143.05            | 21             | 47.40          | 13          | 95.65       |
| 16.                          | Natalia Popovová         | Ukrajina           | 138.27            | 18             | 49.21          | 16          | 89.06       |
| 17.                          | Kerstin Franková         | Rakousko           | 133.72            | 16             | 50.74          | 19          | 82.98       |
| 18.                          | Sonia Lafuenteová        | Španělsko          | 131.60            | 20             | 48.53          | 18          | 83.07       |
| 19.                          | Alexandra Golovkinová    | Litva              | 131.47            | 23             | 45.01          | 17          | 86.46       |
| 20.                          | Fleur Maxwellová         | Lucembursko        | 128.47            | 14             | 51.36          | 22          | 77.11       |
| 21.                          | Camilla Gjersemová       | Norsko             | 128.10            | 22             | 46.82          | 20          | 81.28       |
| 22.                          | Gerli Liinamäeová        | Estonsko           | 124.31            | 24             | 44.46          | 21          | 79.85       |
| 23.                          | Jelena Gedevanišviliová  | Gruzie             | 122.88            | 19             | 49.20          | 23          | 73.68       |
| 24.                          | Kiira Korpiová           | Finsko             | odstoupila        | 4              | 60.60          | odstoupila  | odstoupila  |
| Nepostoupily do volných jízd |                          |                    |                   |                |                |             |             |
| 25.                          | Birce Atabeyová          | Turecko            | 44.17             | 25             | 44.17          | —           | —           |
| 26.                          | Karly Robertsonová       | Spojené království | 43.91             | 26             | 43.91          | —           | —           |
| 27.                          | Pernille Sørensenová     | Dánsko             | 43.60             | 27             | 43.60          | —           | —           |
| 28.                          | Giada Russová            | Itálie             | 43.13             | 28             | 43.13          | —           | —           |
| 29.                          | Daša Grmová              | Slovinsko          | 43.10             | 29             | 43.10          | —           | —           |
| 30.                          | Helery Halvinová         | Estonsko           | 43.10             | 30             | 43.10          | —           | —           |
| 31.                          | Niki Woriesová           | Nizozemsko         | 42.53             | 31             | 42.53          | —           | —           |
| 32.                          | Netta Schreiberová       | Izrael             | 42.45             | 32             | 42.45          | —           | —           |
| 33.                          | Ivett Tóthová            | Maďarsko           | 39.16             | 33             | 39.16          | —           | —           |
| 34.                          | Micol Cristiniová        | Itálie             | 38.43             | 34             | 38.43          | —           | —           |
| 35.                          | Julia Sauterová          | Rumunsko           | 36.70             | 35             | 36.70          | —           | —           |
| 36.                          | Daniela Stojevová        | Bulharsko          | 35.70             | 36             | 35.70          | —           | —           |
| 37.                          | Janina Makejenková       | Bělorusko          | 33.78             | 37             | 33.78          | —           | —           |
| 38.                          | Agata Krygerová          | Polsko             | 29.34             | 38             | 29.34          | —           | —           |

### Sportovní dvojice
Titul mistra Evropy získala ruská sportovní dvojice Juko Kavagutiová a Alexandr Smirnov.
| Pořadí | Dvojice                                     | Stát               | Celkové hodnocení | Krátký program | Krátký program | Volná jízda | Volná jízda |
| ------ | ------------------------------------------- | ------------------ | ----------------- | -------------- | -------------- | ----------- | ----------- |
| 1.     | Juko Kavagutiová / Alexandr Smirnov         | Rusko              | 207.67            | 2              | 69.86          | 1           | 137.81      |
| 2.     | Xenia Stolbovová / Fjodor Klimov            | Rusko              | 201.11            | 1              | 71.38          | 2           | 129.73      |
| 3.     | Jevgenija Tarasovová / Vladimir Morozov     | Rusko              | 183.02            | 5              | 57.13          | 3           | 125.89      |
| 4.     | Valentina Marcheiová / Ondřej Hotárek       | Itálie             | 175.39            | 4              | 57.95          | 4           | 117.44      |
| 5.     | Vanessa Jamesová / Morgan Ciprès            | Francie            | 167.29            | 3              | 60.13          | 6           | 107.16      |
| 6.     | Nicole Della Monicová / Matteo Guarise      | Itálie             | 155.77            | 8              | 48.43          | 5           | 107.34      |
| 7.     | Mari Vartmannová / Aaron Van Cleave         | Německo            | 155.27            | 6              | 54.36          | 7           | 100.91      |
| 8.     | Miriam Zieglerová / Severin Kiefer          | Rakousko           | 136.80            | 9              | 43.79          | 8           | 93.01       |
| 9.     | Caitlin Yankowskasová / Hamish Gaman        | Spojené království | 123.42            | 7              | 49.29          | 14          | 74.13       |
| 10.    | Alessandra Cernuschiová / Filippo Ambrosini | Itálie             | 123.19            | 13             | 39.70          | 9           | 83.49       |
| 11.    | Minerva Fabienne Haseová / Nolan Seegert    | Německo            | 121.29            | 11             | 42.13          | 10          | 79.16       |
| 12.    | Amani Fancyová / Christopher Boyadji        | Spojené království | 118.92            | 12             | 41.13          | 12          | 77.79       |
| 13.    | Jelizaveta Makarovová / Leri Kenchadze      | Bulharsko          | 117.65            | 14             | 39.00          | 11          | 78.65       |
| 14.    | Maria Paljakovová / Nikita Bočkov           | Bělorusko          | 117.52            | 10             | 42.58          | 13          | 74.94       |

### Taneční páry
Titul mistra Evropy vybojoval francouzský taneční pár Gabriella Papadakisová a Guillaume Cizeron.
| Pořadí                        | pár                                             | stát               | celkové hodnocení | krátký tanec | krátký tanec | volný tanec | volný tanec |
| ----------------------------- | ----------------------------------------------- | ------------------ | ----------------- | ------------ | ------------ | ----------- | ----------- |
| 1.                            | Gabriella Papadakisová / Guillaume Cizeron      | Francie            | 179.97            | 1            | 71.06        | 1           | 108.91      |
| 2.                            | Anna Cappelliniová / Luca Lanotte               | Itálie             | 171.52            | 3            | 69.63        | 2           | 101.89      |
| 3.                            | Alexandra Stěpanovová / Ivan Bukin              | Rusko              | 160.95            | 4            | 64.95        | 3           | 96.00       |
| 4.                            | Jelena Ilinychová / Ruslan Žiganšin             | Rusko              | 159.83            | 2            | 69.94        | 8           | 89.89       |
| 5.                            | Sara Hurtadová / Adrià Díaz                     | Španělsko          | 155.81            | 6            | 62.59        | 4           | 93.22       |
| 6.                            | Charlène Guignardová / Marco Fabbri             | Itálie             | 154.61            | 7            | 62.10        | 5           | 92.51       |
| 7.                            | Nelli Žiganšinová / Alexander Gazsi             | Německo            | 152.57            | 8            | 61.98        | 7           | 90.59       |
| 8.                            | Federica Testová / Lukáš Csölley                | Slovensko          | 150.57            | 5            | 62.91        | 10          | 87.66       |
| 9.                            | Laurence Fournier Beaudryová / Nikolaj Sørensen | Dánsko             | 150.53            | 9            | 61.69        | 9           | 88.84       |
| 10.                           | Xenia Monková / Kirill Chaljavin                | Rusko              | 149.29            | 11           | 58.34        | 6           | 90.95       |
| 11.                           | Alexandra Nazarovová / Maxim Nikitin            | Ukrajina           | 139.02            | 12           | 54.66        | 11          | 84.36       |
| 12.                           | Alisa Agafonovová / Alper Uçar                  | Turecko            | 137.47            | 13           | 53.27        | 12          | 84.20       |
| 13.                           | Irina Štorková / Taavi Rand                     | Estonsko           | 132.18            | 14           | 52.01        | 13          | 80.17       |
| 14.                           | Natalia Kaliszeková / Maksym Spodyriev          | Polsko             | 131.13            | 15           | 51.69        | 14          | 79.44       |
| 15.                           | Carolina Moscheniová / Ádám Lukács              | Maďarsko           | 127.43            | 16           | 51.44        | 16          | 75.99       |
| 16.                           | Allison Reedová / Vasili Rogov                  | Izrael             | 125.38            | 17           | 49.74        | 17          | 75.64       |
| 17.                           | Cortney Mansour / Michal Češka                  | Česko              | 124.51            | 19           | 47.33        | 15          | 77.18       |
| 18.                           | Barbora Silná / Juri Kurakin                    | Rakousko           | 124.46            | 18           | 49.27        | 18          | 75.19       |
| 19.                           | Olesia Karmiová / Max Lindholm                  | Finsko             | 121.29            | 20           | 46.98        | 19          | 74.31       |
| 20.                           | Penny Coomesová / Nicholas Buckland             | Spojené království | odstoupili        | 10           | 60.16        | odstoupili  | odstoupili  |
| Nepostoupili do volných tanců |                                                 |                    |                   |              |              |             |             |
| 21.                           | Jennifer Urbanová / Sevan Lerche                | Německo            | 43.07             | 21           | 43.07        | —           | —           |
| 22.                           | Celia Robledová / Luis Fenero                   | Španělsko          | 42.89             | 22           | 42.89        | —           | —           |
| 23.                           | Misato Komacubarová / Andrea Fabbri             | Itálie             | 42.83             | 23           | 42.83        | —           | —           |
| 24.                           | Taylor Tranová / Saulius Ambrulevičius          | Litva              | 42.72             | 24           | 42.72        | —           | —           |
| 25.                           | Viktoria Kavaljovová / Jurij Bjeljajev          | Bělorusko          | 42.40             | 25           | 42.40        | —           | —           |
| 26.                           | Olga Jakušinová / Andrej Něvskij                | Lotyšsko           | 40.40             | 26           | 40.40        | —           | —           |
| 27.                           | Tatiana Kozmavová / Alexandr Zolotarev          | Gruzie             | 40.20             | 27           | 40.20        | —           | —           |
| 28.                           | Cecile Postiauxová / Richard Postiaux           | Belgie             | 37.37             | 28           | 37.37        | —           | —           |
| 29.                           | Katarina Paiceová / Yuri Eremenko               | Švýcarsko          | 30.32             | 29           | 30.32        | —           | —           |
| 30.                           | Olivia Smartová / Joseph Buckland               | Spojené království | odstoupili        | odstoupili   | odstoupili   | odstoupili  | odstoupili  |

## Medailové pořadí

### Celkové pořadí národů
| Pořadí | země      | zlato | stříbro | bronz | celkově |
| 1.     | Rusko     | 2     | 3       | 4     | 9       |
| 2.     | Francie   | 1     | 0       | 0     | 1       |
| 2.     | Španělsko | 1     | 0       | 0     | 1       |
| 4.     | Itálie    | 0     | 1       | 0     | 1       |
| Celkem | Celkem    | 4     | 4       | 4     | 12      |

### Pořadí národů v krátkém programu
| Pořadí | země      | zlato | stříbro | bronz | celkově |
| 1.     | Rusko     | 2     | 4       | 1     | 7       |
| 2.     | Francie   | 1     | 0       | 1     | 2       |
| 3.     | Španělsko | 1     | 0       | 0     | 1       |
| 4.     | Česko     | 0     | 0       | 1     | 1       |
| 4.     | Itálie    | 0     | 0       | 1     | 1       |
| Celkem | Celkem    | 4     | 4       | 4     | 12      |

### Pořadí národů ve volných segmentech
| Pořadí | země      | zlato | stříbro | bronz | celkově |
| 1.     | Rusko     | 2     | 3       | 4     | 9       |
| 2.     | Francie   | 1     | 0       | 0     | 1       |
| 2.     | Španělsko | 1     | 0       | 0     | 1       |
| 4.     | Itálie    | 0     | 1       | 0     | 1       |
| Celkem | Celkem    | 4     | 4       | 4     | 12      |

### Medailisté
| Soutěž            | zlato                                    | stříbro                         | 'bronz                               |
| Muži              | Javier Fernández                         | Maxim Kovtun                    | Sergej Voronov                       |
| Ženy              | Jeizaveta Tuktamyševová                  | Jelena Radionovová              | Anna Pogorilaja                      |
| Sportovní dvojice | Juko Kavagutiová Alexandr Smirnov        | Xenia Stolbovová Fjodor Klimov  | Jevgenia Tarasovová Vladimir Morozov |
| Taneční páry      | Gabriella Papadakisová Guillaume Cizeron | Anna Cappelliniová Luca Lanotte | Alexandra Stěpanovová Ivan Bukin     |